# Allie (wrestlerka)
Laura  Guilmette z domu Dennis (ur. 3 września 1987 w Toronto) – kanadyjska wrestlerka. W latach 2019–2023 rywalizowała w All Elite Wrestling, gdzie nosiła pseudonim ringowy The Bunny. W latach 2016–2019 pracowała w Impact Wrestling (dawniej Total Nonstop Action Wrestling). W tej federacji zdobyła dwukrotnie Impact Knockouts Championship.
Karierę zawodniczą rozpoczęła w 2005. Występuje w licznych federacjach sceny niezależnej, przede wszystkim w Great Canadian Wrestling, NCW Femmes Fatales, Shimmer Women Athletes, Shine Wrestling, Women Superstars Uncensored (WSU) i Combat Zone Wrestling, nosząc przydomek Cherry Bomb. Zdobyła jednokrotnie WSU Championship, jest również jednokrotną Shine Tag Team Championką i Shimmer Tag Team Championką wspólnie z Kimber Lee (tworzyły tag team o nazwie The Kimber Bombs).

## Kariera wrestlerki

### Kanadyjska scena niezależna
Po ukończeniu 18 lat zapisała się do szkółki Roba Etcheverriego, Squared Circle Training, znajdującej się w rodzinnym Toronto. Przyjęła pseudonim Cherry Bomb, który nadał jej Etcheverria. Trenowała także pod okiem Dereka Wylde’a. Zadebiutowała na scenie niezależnej w maju 2005 w Oshawie.
Cherry Bomb stoczyła pierwszy pojedynek w Pure Wrestling Association 22 lipca 2005, ulegając 21st Century Fox, która okazała się jej główną rywalką. Przegrała z nią mecz o tytuł pierwszej PWA Elite Women’s Championki (1 stycznia 2006), dwukrotnie  bezskutecznie walczyła z nią o tenże tytuł (2, 23 listopada 2006), ponadto nie udało się jej pokonać Fox w pierwszej rundzie turnieju Elite 8 2008 Spot (31 marca 2007). W listopadzie 2005 Cherry Bomb wzięła udział w Elite 8, lecz przegrała z Danyah, natomiast w sierpniu 2006 została pokonana przez Aurorę w meczu o tytuł mistrzowski. W styczniu 2007 musiała uznać wyższość Danyah w walce o miano pretendentki do mistrzostwa kobiet. W lutym tego roku w pierwszej rundzie zawodów Elite 8 (2007) zwyciężyła Misty Haven, po czym w półfinale przegrała z Danyah. Po trzyletniej przerwie Cherry Bomb powróciła do federacji, stawiając czoło Krystal Banks 21 marca 2010 w przegranym starciu o tytuł mistrzowski.
W swoim pierwszym meczu w Pro Wrestling Xtreme (PWX), rozegranym 13 listopada 2005, zawodniczka pokonała 21st Century Fox. W rywalizacji o mistrzostwo kobiet dwukrotnie nieudanie próbowała zdobyć je w walce, najpierw z Jen Blake (20 września 2008), później z Holly Hilton (7 listopada 2009). Dopiero w drugim meczu z Hilton (8 listopada 2009) odniosła zwycięstwo, zostając nową PWX Women’s Championką. W wyniku zamknięcia federacji większość jej struktur w listopadzie 2007 przejęło Classic Championship Wrestling (CCW). Cherry Bomb zanotowała inauguracyjny występ w CCW 10 września 2009, ponosząc porażkę z Holly Hilton. 22 stycznia 2010, będąc już CCW Ladies Championką, była lepsza od Evilyn, a w kolejnych potyczkach o tytuł mistrzowski zwyciężała Alexxis i Jaime D. Utraciła tytuł mistrzowski 1 maja 2010 na rzecz Evilyn, nie podołała jej również w walce rewanżowej, mającej miejsce 14 sierpnia. Tydzień później triumfowała nad rywalką w Steel Cage matchu, odzyskując CCW Ladies Championship. Broniła tytuł mistrzowski szesnastokrotnie, stawiając czoło takim zawodniczkom, jak: Evilyn, Sojournor Bolt, Taryn Shay, Jaime D, Nikita, Courtney Rush, Ianna Titus, Leah Von Dutch, Portia Perez, Gabriella Vanderpool. Ostatni występ w CCW odbyła 29 stycznia 2012, gdy z Derekiem Wyldem triumfowali nad Leah Von Dutch i Shawnem Spearsem w mieszanym Tag Team matchu. Nieobecność na galach federacji spowodowało, że CCW Ladies Championship zostało jej odebrane.
Wrestlerka zadebiutowała 11 maja 2006 w Great Canadian Wrestling (GCW), kiedy to musiała uznać wyższość Krystal Banks. Pod koniec tego roku (18 listopada) wzięła udział w turnieju mającym wyłonić inauguracyjną GCW W.I.L.D. Championkę. W pierwszej rundzie pokonała Portię Perez, po czym w półfinale odpadła z zawodów za sprawą Sireldy. Pięć miesięcy później, 4 kwietnia 2007, pokonała ówczesną mistrzynię April Hunter, Haley Rogers i Miss Danyah, zdobywając mistrzostwo kobiet. Obroniła je 22 czerwca przeciwko Southside Stranglerette w wyniku dyskwalifikacji przeciwniczki, ale tego samego dnia utraciła GCW W.I.L.D. Championship na rzecz Miss Danyah. W ostatnim pojedynku, rozegranym 6 marca 2009, była lepsza od PJ Tyler.
Dennis zmierzyła się pierwszy raz w Northearn Championship Wrestling: Femmes Fatales 5 września 2009, ponosząc porażkę z Sarą Del Ray. Pierwszą wygraną zanotowała 6 lutego 2010 w starciu z Mistress Belmont, następnie 4 czerwca 2011 uległa Brittney Savage, a 8 października tego roku musiała uznać wyższość Angie Skye. Na Femmes Fatales IX (7 lipca 2012) The Canadian NINJAs (Nicole Matthews i Portia Perez) pokonały Bomb i Sweet Cherrie w pojedynku, na którego szali znalazło się miano pretendentek do walki o SHIMMER Tag Team Championship. Po meczu Cherry Bomb zaatakowała swoją partnerkę, obwiniając ją za niepowodzenie. Na następnej gali federacji Cherrie zemściła się na napastniczce, natomiast podczas tego samego wydarzenia Bomb uległa Hiroyo Matsumoto. W ostatniej walce dla federacji, 30 marca 2013, wrestlerka triumfowała nad Mary Lee Rose.
Cherry Bomb walczyła również sporadycznie w kilkunastu innych federacjach kanadyjskich.

### Amerykańska scena niezależna

#### Shimmer Womens Athletes (2008; 2011–2017)

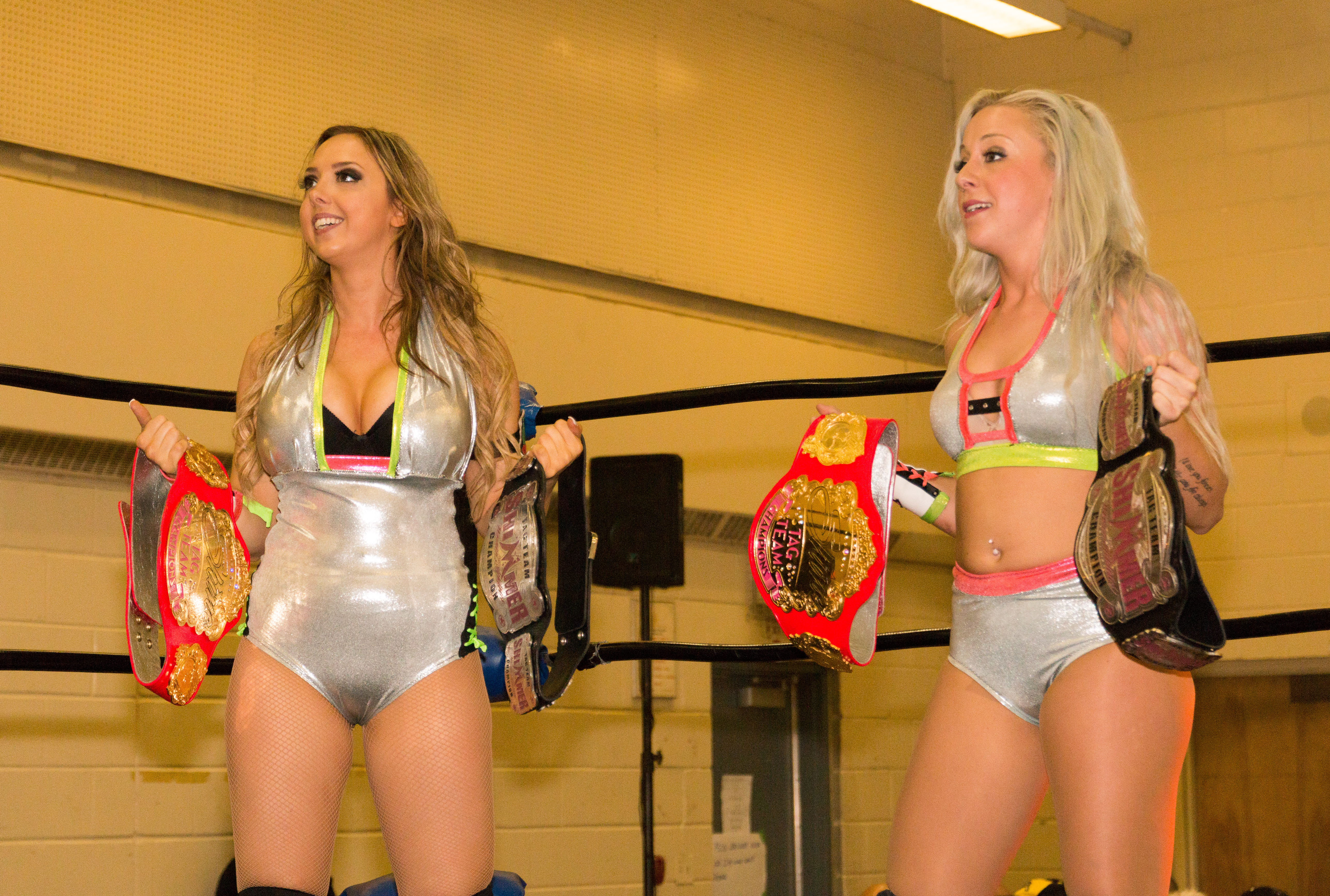
Kimber Bombs

Pierwszy mecz Cherry Bomb w Shimmer Womens Athletes odbył się 19 października 2008 (Volume 21), gdy w Dark matchu przegrała z Melanie Cruise. W Volume 41 połączyła siły z KC Spinelli w nierozstrzygniętym pojedynku z Allysin Kay i Mają Svensson.
W Volume 53 stworzyła drużynę z Kimber Lee (nadano jej nazwę The Kimber Bombs), przegrywając pierwszy mecz z Shazzą McKenzie i Vedą Scott. The Kimber Bombs odebrały The Global Green Gangsters (Kellie Skater i Tomoka Nakagawa) Shimmer Tag Team Championship w Volume 72 (11 kwietnia 2015). Panowanie mistrzowskie rozpoczęły od zwycięstwa nad Ontario’s Top Team (Courtney Rush i Xandra Bale), następnie były lepsze od Team Slap Happy (Evie i Heidi Lovelace), High Fly WDSS (Kay Lee Ray i Mia Yim), BaleSpin (KC Spinelli i Xandra Bale). Utraciły tytuł 26 czerwca 2016 (Volume 84) w Four Corners Elimination Tag Team matchu na rzecz Team Slap Happy; w pojedynku brały udział także zespoły BaleSpin i High Fly WDSS. Ostatni pojedynek The Kimber Bombs stoczyły w Volume 88, gdzie razem z Nicole Matthews uległy Mickie James, Rhii O’Reilly i Sarayi Knight.
W następnych indywidualnych spotkaniach Cherry Bomb przegrała z Rhią O’Reilly (Volume 87) i Deonną Purrazzo (Volume 92) oraz pokonała Solo Darling (Volume 89), Levę Bates (Volume 90) i Alex Windsor (Volume 91). Zakończyła rywalizację w Shimmer 9 lipca 2017 po wygranym Four Way matchu nad Angel Dust, Kay Lee Ray i Taeler Hendrix.

#### Women Superstars Uncensored (2010; 2013–2017)

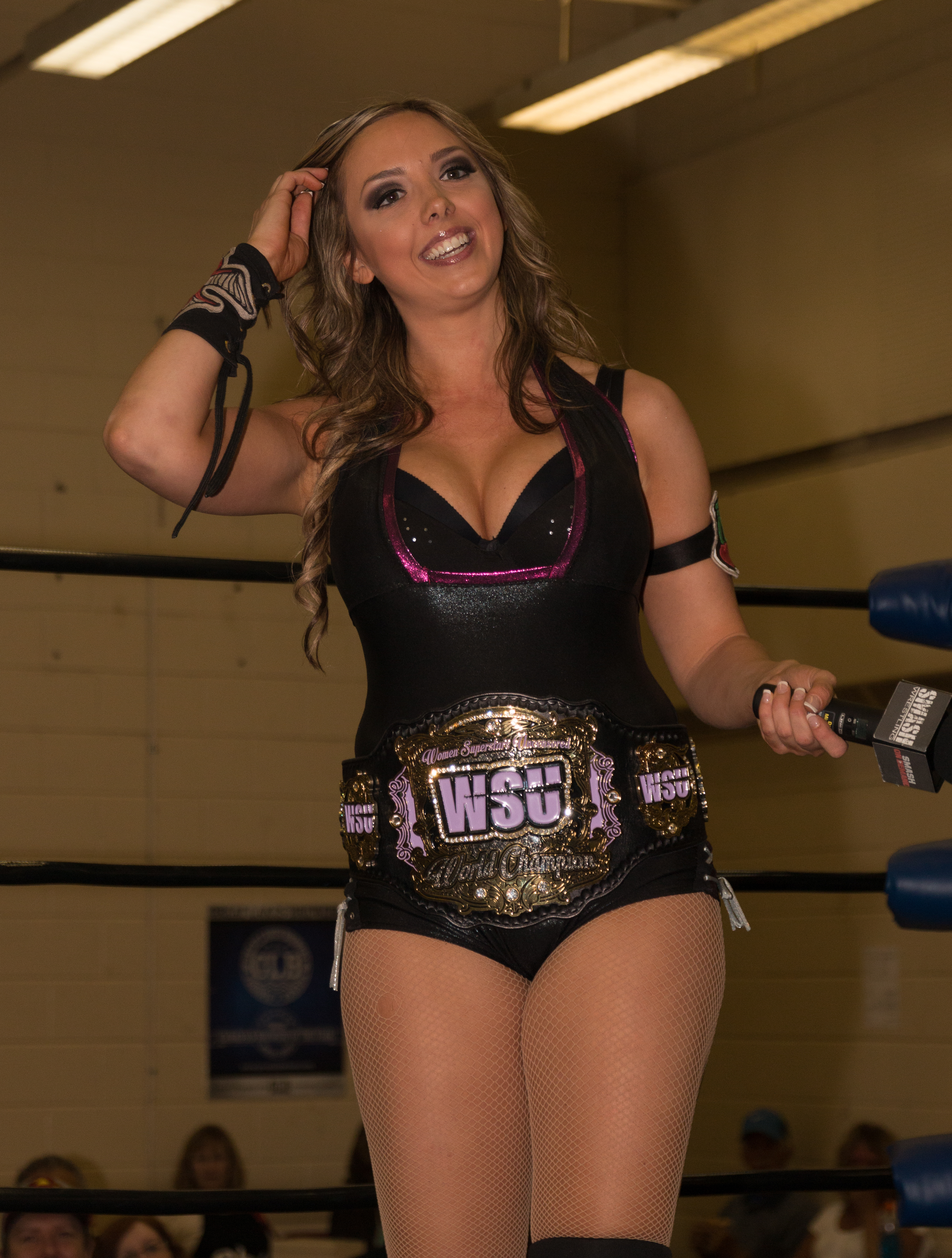
Cherry Bomb z pasem WSU

Dennis zadebiutowała w Women Superstars Uncensored 26 czerwca 2010 na WSU Uncensored Rumble III, biorąc udział w 23–osobowym Uncensored Rumble matchu, którą miał wyłonić pretendentkę do walki o WSU World Championship; pojedynek wygrała Jazz. Tego samego wieczoru stoczyła nieudane spotkanie z Daizee Haze. Niemal trzy lata później, 9 lutego 2013, przegrała z Kalamity, natomiast 11 maja na WSU Queen & King of the Ring wraz z Pepperem Parksem odpadli z turnieju Queen & King of the Ring, przegrywając z OI4K (Jake Crist i Nevaeh). W kolejnych pięciu pojedynkach w latach 2013–2015 odniosła cztery zwycięstwa, kolejno z Leah Von Dutch, Miss Diss Lexią, Solo Darling i Levą Bates oraz poniosła porażkę z Hanią The Hawling Huntress.
Cherry Bomb zdobyła WSU Championship na WSU Power (9 maja 2015) po zwycięstwie nad LuFisto. Utrzymała tytuł przez 644 dni, broniąc go sukcesywnie przeciwko Tessie Blanchard, Candice LaRae, Jessice Havok, Alyssin Kay i Jade. Straciła pas mistrzowski 11 lutego 2017 na WSU 10th Anniversary Show w spotkaniu z Mercedes Martinez.

#### Shine Wrestling (2012; 2014–2016)
Na pierwszej gali Shine Wrestling, zorganizowanej 20 lipca 2012, Cherry Bomb przegrała z Christiną Von Eerie. Powróciła do federacji 28 lutego 2014 na Shine 17, gdzie z Kimber Lee wzięły udział w turnieju, który miał wyłonić pierwsze Shimmer Tag Team Championki; zostały pokonane w pierwszej rundzie przez przyszłe zwyciężczynie – The Lucha Sisters (Leva Bates i Mia Yim). The Kimber Bombs kontynuowały rywalizację drużynową, pokonując S-N-S Express (Sassy Stephie i Jessie Belle Smothers) na Shine 27, później zaś wdały się w konflikt o Shimmer Tag Team Championship z Legendary (Malia Hosaka i Brandi Wine). Na Shine 23 doznały porażki z rywalkami, jednak na następnej gali wspólnie z Leah Von Dutch odniosły nad nimi zwycięstwo (w skład Legendary weszła Thunderkitty), a 6 marca 2015 (Shine 25) odebrały im mistrzostwo tag teamowe. Panowanie The Kimber Bombs trwało do 2 października 2015 (Shine 30), gdy Lexie Fyfe pozbawiła je mistrzostwa z powodu kontuzji Cherry Bomb (złamany obojczyk). Obroniły tytuł trzykrotnie, najpierw na Shine 26 w nierozstrzygniętym pojedynku z The Global Green Gangsters (Kellie Skater i Tomoka Nakagawa), które położyły na szali posiadane przez siebie Shimmer Tag Team Championship, następnie w walce z Legendary (Shine 27) i Valifornią (Andrea i Marti Belle) na Shine 28. W 29. odsłonie gali federacji Cherry Bomb uległa Taylor Made.

#### Combat Zone Wrestling (2012–2016)
Pod koniec 2012 Cherry Bomb rozpoczęła występy w Combat Zone Wrestling (CZW) wspólnie ze swoim chłopakiem, Pepperem Parksem. Na Celebral (13 października) przegrała z Nevaeh debiutancki pojedynek. Wkrótce Parks i Bomb stali się złymi charakterami i jako „fitness power couple” zaczęli pouczać publiczność w kwestiach fitnessu i zdrowia. Na Down with the Sickness 2013 (14 października 2013) zwyciężyli Grega Excellenta i Candice LeRae w mieszanym Tag Team matchu. Para kontynuowała rywalizację z Excellentem, w rezultacie czego Cherry Bomb została zmuszona na prowadzenia stylu życia rywala, całkowicie różnego od dotychczas prowadzonego. Na High Stakes (8 marca 2014) Parks pokonał Excellenta i odzyskał swoją partnerkę.
W 2015 para sprzymierzyła się z BLK Jeezem, tworząc heelową stajnię pod nazwą TV Ready. W siedemnastej odsłonie corocznej gali CZW, Cage of Death, TV Ready zdobyli CZW World Tag Team Championship po wygranej z Danem Barrym i Sozio. Pięć miesięcy później, 14 maja 2016, drużyna utraciła tytuł mistrzowski na rzecz Da Hit Squad (Monsta Mack i Dan Maff); ten mecz był zarazem ostatnim w CZW, w jakim uczestniczyli Bomb i Parks po podpisaniu kontraktu z Total Nonstop Action Wrestling (TNA).

#### Inne federacje
Cherry Bomb rozpoczęła rywalizację w Ring of Honor w 2013. 6 kwietnia Athena zwyciężyła ją, MsChif i Scarlett Bordeaux w Four Corner Survival matchu, natomiast 25 maja pokonała MsChif.
Global Force Wrestling wydało komunikat w czerwcu 2015, że Cherry Bomb dołączyła do federacji. W ramach GFW Grand Slam Tour walczyła w trzech live eventach z Taeler Hendrix (10 lipca) i Kimber Lee (28, 29 sierpnia). Na początku marca 2016 uczestniczyła w nagraniach do programu federacji o nazwie Amped, gdzie trzykrotnie przegrała z Mickie James.
5 stycznia 2019 Jazz, NWA World Women’s Championship, została zdyskwalifikowana w pojedynku z Allie na NWA Pop Up – New Years Clash za atak na sędziego, co pozwoliło jej zachować tytuł mistrzowski.

### Total Nonstop Action Wrestling/Impact Wrestling

#### Pojedyncze występy (2013, 2015, 2016)
Dennis wystąpiła po raz pierwszy w Total Nonstop Action Wrestling w odcinku Impactu! z 5 grudnia 2013 pod panieńskim nazwiskiem w przegranym spotkaniu z Gail Kim. W specjalnym odcinku Impactu! pod nazwą Night of Knockouts, wyemitowanym 24 kwietnia 2015, Dennis wygrała z Jade w wyniku dyskwalifikacji, gdy została zaatakowana w trakcie meczu przez partnerkę przeciwniczki, Marti Belle. Trzy miesiące później wzięła udział w rywalizacji Knockoutek podczas trzeciej edycji One Night Only: Knockouts Knockdown 2015 (1 lipca; nagrano 15 lutego), ponownie ulegając Kim. W następnej odsłonie Knockouts Knockdown 2016 (22 kwietnia; nagrano 17 marca) awansowała do Gauntlet matchu, który miał wyłonić nową Queen of the Knockouts, po triumfie nad Velvet Sky w walce kwalifikacyjnej. Ostatecznie finałową walkę wygrała Jade.

#### The Lady Squad (2016–2017)
Wrestlerka podpisała kontrakt z TNA w marcu 2016. Przyjęła nowy pseudonim Allie i nawiązała współpracę z Marią i Sienną po oświadczeniu 17 maja w rozmowie z Velvet Sky, że jest praktykantką Marii, czego efektem było obranie przez nią roli złego charakteru. Odgrywała postać nieśmiałej, łagodnej osoby o piskliwym głosie, która często nie wierzyła w siebie i niezupełnie wiedziała, jak walczyć w ringu. Początkowo Allie, mimo braku umiejętności ringowych, była wybierana przez swoją przełożoną do walki w Tag Team matchach, które kończyły się porażkami antagonistów. W pierwszym z pojedynków, rozegranym 31 maja, łącząc siły z Sienną, przegrały z Kim i Jade, po czym 7 czerwca razem z mężem Marii, Mikiem Bennettem, ulegli Kanadyjce i Ethanowi Carterowi III. Ważnym sukcesem The Lady Squad było zdobycie przez Siennę TNA Knockouts Championship na Slammiversary (12 czerwca) po zwycięstwie nad Kim i Jade, do czego w dużym stopniu przyczyniła się interwencja Allie. W kolejnych tygodniach czerwca i lipca ingerencje asystentki Marii w pojedynkach umożliwiały nowej mistrzyni skuteczną obronę tytułu kobiecego. Jednak wkrótce Allie coraz częściej swoją nieudolnością zaczęła krzyżować plany liderki The Lady Squad w zdobyciu pełnej dominacji nad dywizją Knockoutek i triumfem nad Gail Kim.
Podczas Impact Wrestling: Turning Point (25 sierpnia) Allie niespodziewanie zdobyła TNA Knockouts Championship, pokonując Siennę (ówczesna mistrzyni), Jade, Madison Rayne i Marti Belle. Tydzień później świętowanie zawodniczki przerwały Maria i była mistrzyni. Liderka The Lady Squad odniosła się obraźliwie do swojej asystentki, po czym kazała jej położyć się na ringu. Maria przypięła ją i została nową posiadaczką mistrzostwa, następnie rozkazała Allie, aby zapięła na jej biodrach pas i ogłosiła wszystkim jej zwycięstwo. Wydarzenie to zainicjowało face turn dawnej członkini Kimber Bombs, równocześnie uzyskała ona dużą sympatię ze strony fanów federacji. 8 września Sienna, zirytowana nieporadnością Allie w ringu, zaatakowała ją i pozostawiła osamotnioną w walce z Kim i Jade. Na Bound for Glory (2 października) Maria próbowała przekonać wszystkich, że jest niedysponowana i nie jest w stanie zawalczyć z Kim, lecz Allie wygadała się, przekazując całą prawdę. Jej pracodawczyni przegrała z Kim i utraciła TNA Knockouts Championship.
20 października Allie nawiązała romantyczną relację z Braxtonem Sutterem (prywatnie mąż zawodniczki), który poradził jej, aby nie martwiła się oskarżeniami pod jej adresem ze strony Marii. Tego samego dnia podczas kłótni zarzuciła przełożonej odpowiedzialność za wszystkie porażki The Lady Squad. Maria, zirytowana tymi słowami, kazała Laurel Van Ness zaatakować swoją asystentkę. Allie zmagała się z dalszymi zniewagami ze strony swoich dawnych przyjaciółek i rywalizowała z Van Ness o względy Suttera. Bliska relacja zawodniczki z wrestlerem została wystawiana na próbę w wyniku poczynań Marii, która zmusiła wrestlera szantażem, aby spotykał się na randkach z Laurel Van Ness, w końcu zaś aby się z nią ożenił. Ceremonia ślubna odbyła się 23 lutego. Tego dnia Sutter, mimo gróźb i szantażu Marii, odrzucił Van Ness i wyznał miłość Allie, ta zaś powiedziała swojej przełożonej, że zwalnia się i zaatakowała ją.

#### Rywalizacja z Laurel Van Ness i Sienną (2017)
Od początku 2017 umiejętności ringowe Allie zaczęły się polepszać, od tej pory walczyła również w charakterystycznym różowym stroju. Po odejściu Marii z federacji w marcu 2017 zawodniczka kontynuowała rywalizację z Sienną i Laurel Van Ness, które zamierzały zemścić się na parze zakochanych. Na przełomie marca i kwietnia Allie oraz Sutter zaczęli walczyć z Sienną i KM’em, jak również z nowym sojusznikiem Laurel Van Ness, Kongo Kongiem. W połowie maja Mahabali Shera dołączył do sporu po stronie protagonistów.
W ostatnim majowym odcinku Impactu! Sienna i Laurel Van Ness zaatakowały Allie, jednak po stronie słabszej zawodniczki opowiedziała się Impact Wrestling Knockouts Championka, Rosemary. Tydzień później Rosemary zapewniła towarzyszkę, że nie pozwoli jej skrzywdzić, w ten sposób tworząc z nią sojusz. 8 czerwca mistrzyni kobiet obroniła tytuł kobiet w walce z Van Ness, ale po meczu została napadnięta przez nią i Siennę. Na ratunek ruszyła jej Allie, która z wykorzystaniem kija do kendo, zmusiła przeciwniczki do ucieczki. Dwa tygodnie między obiema zespołami później odbył się Tag Team match, wygrany przez antagonistki, natomiast 29 czerwca Allie, Rosemary i Sutter zwyciężyli Siennę, Van Ness i KM’a. W Pre-show matchu Slammiversary XV zawodniczka, wraz z Sutterem i Mahabali Sherą, pokonali niedoszłą pannę młodą, KM’a i Kongo Konga.
W sierpniu dołączyła do rywalizacji Gail Kim z Sienną i Taryn Terrell. W ostatnim sierpniowym odcinku Impactu! zapytała się Terrell, dlaczego zaatakowała Kim w poprzednim tygodniu. W odpowiedzi została uderzona w głowę przez rywalkę, która kazała jej przekazać tę wiadomość swojej przyjaciółce. Tydzień później obie antagonistki pokonały Allie i Kim, po czym między obiema drużynami wywiązała się bójka, do której włączyły się Rosemary i debiutująca Taya Valkyrie. 21 września Allie wraz z dwiema towarzyszkami wzięła górę nad trzema przeciwniczkami w kolejnej bijatyce. W Impact Wrestling: Victory Road (28 września) Sienna, Terrell i Valkyrie były lepsze od protagonistek w Six Knockouts Tag Team matchu. 5 października Karen Jarrett, opiekująca się dywizją kobiet, podała informację, że Sienna, GFW Knockouts Championka, stanie w obronie pasa mistrzowskiego na Bound for Glory (5 listopada) przeciwko Allie, Kim i Terrell. Ponieważ ostatnia z nich opuściła federację na kilkanaście dni przed rozegraniem gali, walka o tytuł kobiet na Bound for Glory rozegrała się między pozostałymi trzema zawodniczkami. Ostatecznie Kim została nową Impact Wrestling Knockouts Championką.

#### Mistrzostwo kobiet (2017–2018)
W grudniu Allie wzięła udział w turnieju, którego celem było wyłonienie nowej Impact Wrestling Knockouts Championki po zawieszeniu tytułu mistrzowskiego przez Gail Kim. W swojej grupie zmierzyła się z Rosemary i Sienną i ostatecznie musiała uznać wyższość pierwszej z wymienionych. Przygnębiona porażką znalazła się pod opieką Kim. Rady doświadczonej Knockoutki pomogły jej uwierzyć w siebie, co zaowocowało 14 grudnia jej zwycięstwem nad Sienną, Madison Rayne i KC Spinelli i zdobyciem miana pretendentki do tytułu kobiecego, posiadanego przez Laurel Van Ness. Mistrzyni zaatakowała Allie 4 stycznia podczas udzielania wywiadu za kulisami. W odpowiedzi Allie zaatakowała przeciwniczkę po jej zwycięskim pojedynku z KC Spinelli, natomiast 25 stycznia uległa jej w walce o Impact Knockouts Championship. Podczas tej rywalizacji Allie wspierała również Kierę Hogan, walczącą przeciwko Van Ness. 8 lutego wrestlerka otrzymała kartkę walentynkową od tajemniczego adoratora z prośbą o spotkanie. Gdy dotarła na miejsce, okazało się, że była to pułapka. Natychmiast została zaatakowana przez rywalkę, ale odparła jej napaść. Konflikt zawodniczek zakończył się na Impact Wrestling: Crossroads (8 marca), gdy Allie odebrała Laurel Van Ness pas mistrzowski.
Panowanie rozpoczęła od skutecznej obrony tytułu 22 marca w meczu przeciwko Siennie. Chwilę później Braxton Sutter oświadczył się jej, mimo że 1 marca, po długotrwałej relacji miłosnej, obwinił ją za swoje porażki i chciał powrócić do związku z Laurel Van Ness. Allie odrzuciła jego propozycję, po czym została zaatakowana przez debiutującą w federacji Su Yung, która sprzymierzyła się z Sutterem. 5 kwietnia rzuciła wyzwanie przeciwniczce i wygrała spotkanie po dyskwalifikacji Yung, która popchnęła sędziego oraz uderzyła ją kijem do kendo. 10 kwietnia zarząd Impact Wrestling zaanonsował starcie obu Knockoutek na Impact Wrestling Redemption (22 kwietnia), stawiając na szali Impact Wrestling Knockouts Championship; na gali Allie pokonała oponentkę. W kolejnym odcinku Impactu! ponownie obroniła tytuł mistrzowski, stawiając czoło Tayi Valkyrie. Po meczu Yung zaatakowała ją i zamierzała umieścić w trumnie, wniesionej do areny przez „nieumarłe druhny”. Przybycie Rosemary uniemożliwiło antagonistce zrealizowanie tych planów. 3 maja Rosemary przegrała z The Undead Bride. W czasie meczu Allie próbowała pomóc sojuszniczce, jednak nieumarłe druhny Yung powstrzymały ją i zmusiły, by patrzyła jak ich przywódczyni wkłada The Demon Assassin do trumny. W akcie desperacji i chęć zemsty po utracie przyjaciółki postać Allie zaczęła przyjmować mroczniejsze oblicze, chociaż Rosemary ostrzegała ją, aby nie pozwoliła mocom ciemności przejąć nad sobą kontroli. Na Impact Wrestling: Under Pressure (31 maja) Su Yung pokonała Allie w Last Rites matchu, zamknęła ją w trumnie, co oznaczało równocześnie, że została nową mistrzynią kobiet.

#### Rywalizacja z Su Yung i Tessą Blanchard (2018)
Allie powróciła do Impact Wrestling 28 czerwca i zmusiła Su Yung i jej druhny do opuszczenia ringu, gdzie otoczyły Madison Rayne i okładały ją pięściami. Tydzień później protagonistki pokonały rywalkę i jedną z jej podopiecznych w Tag Team matchu. W czasie tego pojedynku Rayne została zaatakowana przez Tessę Blanchard, lecz Allie wzięła górę nad napastniczką. 12 lipca, po zwycięstwie nad Shotzi Blackheart, Allie stała się ofiarą napaści ze strony Blanchard, skupionej na zdobyciu pasa mistrzowskiego. W następnym odcinku Impactu! wspólnie z Kierą Hogan były lepsze od rywalki i Blackheart w Tag Team matchu, natomiast trzy dni później na Slammiversary XVI poniosła porażkę z Blanchard. 26 lipca Kanadyjka wyznaczyła sobie za cel powstrzymanie Su Yung, aby nikt nie powtórzył losu jej, Rosemary i Madison Rayne (Su Yung zamknęła w trumnie Rayne, pokonawszy ją na Slammiversary). W tej misji znalazła wsparcie w osobie Kiery Hogan, co pozwoliło im 2 sierpnia pokonać Yung i Undead Braidsmaid, następnie po meczu Allie została ponownie zaatakowana przez Blanchard. 16 sierpnia zwyciężyła Yung, po raz kolejny będąc zaatakowaną przez Blanchard. Na Impact Wrestling: Redefined Tessa Blanchard pokonała Allie i Su Yung, zostając nową Impact Knockouts Championką. Tydzień później Allie i Hogan, zgodnie ze swoją misją, uratowały mistrzynię przed zamknięciem w trumnie przez Yung, nie uzyskawszy od niej podziękowania.
27 września Allie i Kiera Hogan pokonały Yung i The Undead Maid of Honor w Tag Team matchu, natomiast 4 października Yung zamknęła Hogan w trumnie w czasie walki, mimo że Allie starała się przerwać całe zdarzenie. Tydzień później Father James Mitchell zgodził się na propozycję Kanadyjki, rozdrażnionej utratą przyjaciółki, aby przenieść ją do świata nieumarłych, gdzie będzie mogła stawić czoło Yung i uratować Hogan. Zawodniczka liczyła się z tym, że może stamtąd nie wrócić, ponieważ wcześniej oddała już duszę w zamian za opuszczenie zaświatów. Na Bound for Glory (14 października) udało jej się wydostać przyjaciółkę z zaświatów dzięki pomocy Rosemary, która poświęciła się, aby uratować Allie i Hogan przed Su Yung.

#### Dark Allie (2018–2019)
Po powrocie z zaświatów zachowanie Allie zmieniło się. W walce z Alishą Edwards straciła nad sobą kontrolę, agresywnie poczynając sobie z rywalką, natomiast tydzień później nie pomogła Kierze Hogan w starciu z Su Yungbojąc się zbliżyć do tej ostatniej. Zawodniczka wyznała, że od czasu utraty duszy jej ciało coraz bardziej wypełnia ciemność, dlatego nie mając sił walczyć z nią, postanowiła przyłączyć się do Jamesa Mitchella i Su Yung.
6 grudnia wrestlerka zadebiutowała jako Dark Allie w zwycięskim meczu przeciwko Heather Monroe, mając za towarzyszkę Su Yung. Jej wizerunek odzwierciedlał przemianę – była ubrana na czarno, a na jej twarzy pojawił się biały malunek. Po meczu obie antagonistki zaatakowały rywalkę, lecz w tym momencie przybyła Kiera Hogan, która wierzyła, że może przemówić do przyjaciółki i przywrócić ją do poprzedniego stanu. Nadzieje Hogan rozwiały się, gdy obie napadły na nią i odeszły razem za kulisy. W pierwszym styczniowym odcinku Impactu! Dark Allie pokonała dawną przyjaciółkę, następnie wraz z Yung chciały rozprawić się z nią, lecz zostały powstrzymane przez Jordynne Grace. Na Impact Wrestling Homecoming (6 stycznia) antagonistki pokonały przeciwniczki w Tag team matchu. Po zakończeniu pojedynku powróciła Rosemary, która zaatakowała Su Yung, po czym skonfrontowała się z przerażoną Allie. Paranormalne działania Rosemary sprawiły, że Su Yung i Allie zaczęły przegrywać kolejne indywidualne bądź drużynowe pojedynki z Hogan i Grace. Następnie „The Demon Assassin” przyjęła propozycję Jamesa Mitchella, według której jeśli wrestlerka wygra specjalny pojedynek odzyska swoją towarzyszkę, a w razie porażki przejdzie na stronę Mitchella. W Dark War Tag Team matchu, rozegranym 8 marca, protagonistki zwyciężyły Dark Allie, Su Yung i The Undead Maid of Honour, i zabrały ze sobą Allie. Widząc, że zdobyła tylko cielesną powłokę, Rosemary udała się do zaświatów, aby odzyskać duszę sojuszniczki. W czasie walki została uratowana przez Allie, która odepchnęła ją i oddała za nią życie po przyjęciu zabójczego ataku ze strony Su Yung.

### All Elite Wrestling
W marcu 2019 przedstawiciele All Elite Wrestling oznajmili, że Allie podpisała kontrakt z federacją. Zadebiutowała na gali Fyter Fest (29 czerwca), pokonując Levę Bates, natomiast na kolejnej gali, Fight for the Fallen (13 lipca), poniosła porażkę z Brandi Rhodes. Na All Out uczestniczyła w kobiecym Casino Battle Royal, gdzie została wyeliminowana przez Nylę Rose.
W odcinku AEW Dynamite z 27 listopada Allie przeszła heel turn, zostając menedżerką The Blade’a i The Butchera, którzy chwilę wcześniej niespodziewanie zaatakowali Cody’ego. Komentatorzy przedstawili ją jako „The Bunny”.

## Inne media
W 2010 pozowała do Nearly Naked Ladies of Wrestling Calendar, a środki z jego sprzedaży zostały przekazane Canadian Breast Cancer Foundation. W 2011 zagrała w filmie niezależnym Na ringu życia (ang. Beat Down).

## Życie prywatne
Dennis wyszła za mąż 21 września 2013 za Jessego Guilmette’a, wrestlera występującego pod pseudonimem ringowym Braxton Sutter. Jest weganką.

## Mistrzostwa i osiągnięcia
Classic Championship Wrestling
- CCW Women’s Championship (2x)[128]

Great Canadian Wrestling
- W.I.L.D. Championship (1x)[129]

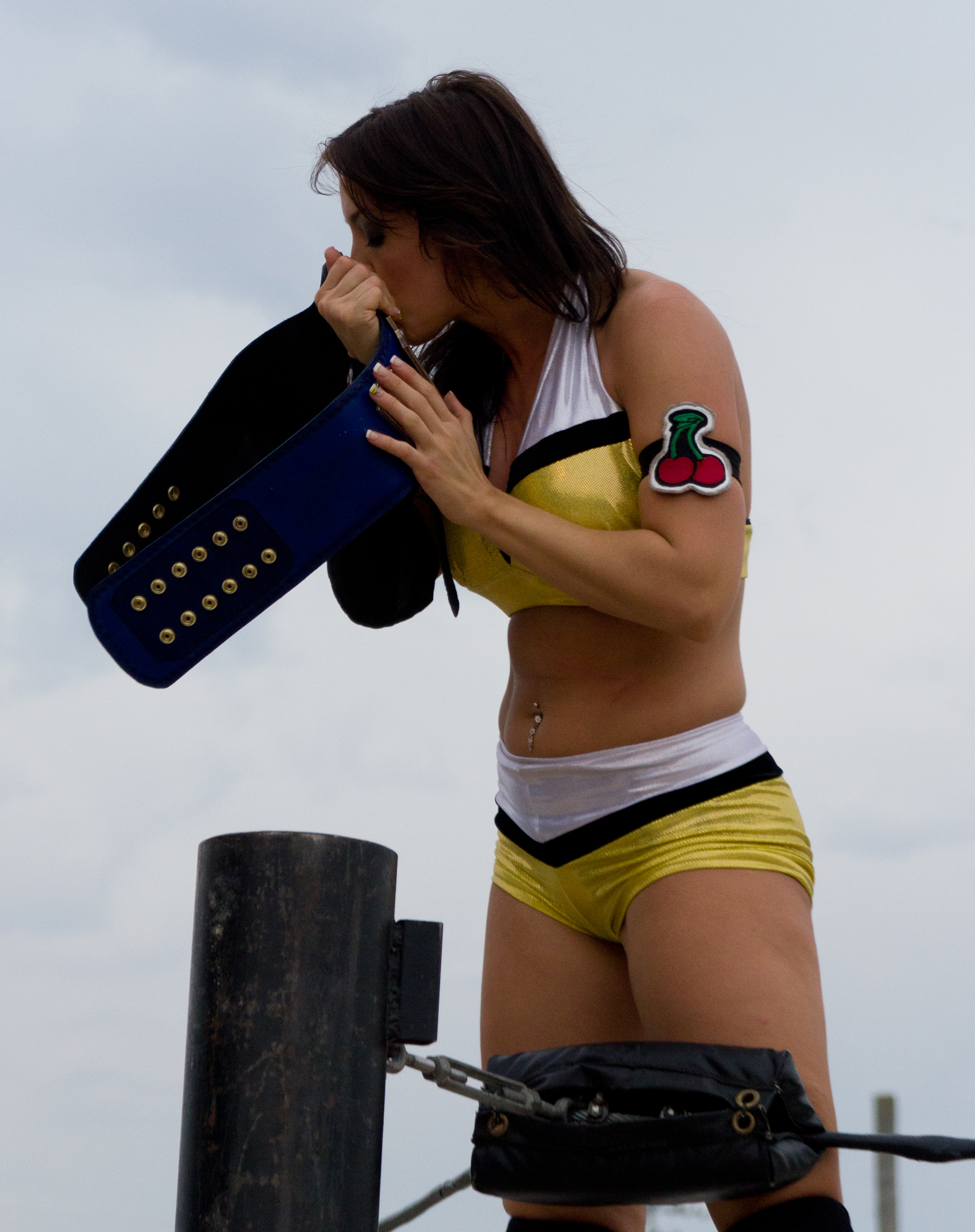
Cherry Bomb z CCW Ladies Championship

Independent Women’s Internet Wrestling
- IWIW Women’s Championship (1x)[129]

Ontario Indy Wrestling Awards
- Female Wrestler of the Year (2009)[130]

Pro Wrestling Illustrated
- PWI umieściło ją na 8. miejscu rankingu wrestlerek PWI Top 50 w 2015[131]

Pro Wrestling Xtreme
- PWX Women’s Championship (1x)[128]

Shimmer Women Athletes
- Shimmer Tag Team Championship (1x) – z Kimber Lee[129]

Shine Wrestling
- Shine Tag Team Championship (1x) – z Kimber Lee[129]

Squared Circle Wrestling
- Girls Grand Prix 2 (2013)[132]

Total Nonstop Action Wrestling / Impact Wrestling
- TNA/Impact Knockouts Championship (2x)[129]
- Turkey Bowl (2017) – z Eddim Edwardsem, Richardem Justicem, Fallah Bahh i Garzą Jr.[133]

Tri-City Wrestling
- TCW Women’s Championship[129]

Women Superstars Uncensored
- WSU Championship (1x)[129]